# Bączek (przystanek kolejowy)
Bączek – nieczynny przystanek kolejowy w Bączku
Stacja położona jest we zachodniej części miejscowości Bączek.

## Historia
Linia kolejowa łącząca Starogard Gdański ze Skarszewami powstała w 1905 roku jako skrót pomiędzy Starogardem Gdańskim a Skarszewami, Kościerzyną, Kartuzami i Bytowem.
Po II Wojnie Światowej ruch został wznowiony dopiero w 1948 roku.
W listopadzie 1989 roku zawieszono ruch pasażerski przez Bączku, W 1991 roku zawieszono również przewozy towarowe. Przyczyniło się to do fizycznej likwidacji linii.